# 猶太博物館與寬恕中心
猶太博物馆與寬恕中心成立於2012年11月，地點位於莫斯科，也被認為是猶太人相關博物館中最大的，修建博物館的費用估計達到50萬美元。时任俄罗斯总统佛拉迪米爾·佛拉迪米羅維奇·普丁也捐贈他個人一個月的薪水來建造該博物館。

## 功能
這座博物館主要來闡述複雜的俄羅斯猶太人的複雜歷史，藉由現代化的介紹，著重於個人的證詞、歷史存檔、影像，並有英語與俄語兩相對照。該博物館依照編年的方式有時序性的介紹猶太人族群，其中包括中世纪猶太人在歐洲的遷徙，並在到達目標城市之前先行建立小的猶太人城鎮。除此之外，也介紹俄羅斯猶太人19世紀晚期與20世纪初期俄羅斯猶太人一些特別表現與第二次世界大戰期間猶太人士兵的功勞。另外有些訪客可能也會對於蘇聯猶太人一詞感到興趣，以及為什麼那個年代許多猶太人有出走蘇聯。博物館位於莫斯科西北部的一個碼頭，可以藉由搭乘19號莫斯科地鐵有轨电车到達。

## 歷史
根據2014年亞歷克西斯·新柏格在卡尔弗特刊撰寫的文章表示，新的犹太人博物馆會回到巴克梅特希姆巴士的车库，占地8500平方公尺，而這間1920年代車庫就採用相當前衛的建築設計。 由建筑设计师康斯坦丁·梅爾尼科夫和结构工程师弗拉基米爾·舒卡多芬在1926年採用平行四邊形的設計，而且只花了短短一年就建造完工。天花板則採用輕鋼架與拱型結構，輝映蘇聯初期的口頭禪：同志們，越升越高，朝著光明的未來。不過1990年代的一場大火讓車庫變得殘破不堪而且喪失功能。經過了大規模重建，才在2008年重新開幕，一開始做為當代文化展館，直到2012年，阿布拉莫維奇和維克多·維克塞爾伯格、猶太相關機構的經費支援，轉型成為世界上最大的猶太人博物馆。

## 董事会董事
博物館的董事會包括維克托·維克塞爾貝格、根納季·季姆琴科、列夫·布拉瓦特尼克、羅馬·阿布拉莫維奇、瓦迪姆·莫什科維奇、亞歷克斯·利希滕費爾德、亞歷山大·克里亞欽、米哈伊爾·古瑟切夫。